# منتخب سلطنة عمان للكريكت
منتخب سلطنة عمان الوطني للكريكت هو ممثل سلطنة عمان الرسمي في المنافسات الدولية في الكريكت .